# 托马斯·恩科诺
托马斯·恩科诺（Thomas N'Kono，1956年7月20日—）是喀麦隆已退役足球运动员，司職守门员，退役前長期效力於西班牙人。恩科诺代表喀麦隆国家队参加過三届世界杯和四届非洲国家杯。1979年和1982年恩科诺獲得非洲足球先生這一稱號。